# Сан-Диего Брейкерс
Сан-Диего Брейкерс (англ. San Diego Breakers) — американский профессиональный регбийный клуб из Сан-Диего, выступающий в ПРО Регби. Домашние матчи проводит на «Тореро Стэдиум», вмещающем 6 тысяч зрителей. В 2016 году клуб, изначально носивший название «Сан-Диего», стал одним из пяти изначальных участников ПРО Регби, первого профессионального регбийного турнира в Северной Америке.

## История
В ноябре 2015 было объявлено о создании ПРО Регби — первого профессионального турнира по регби в Северной Америке. Тогда же организаторы турнира заявили о планирующемся создании профессиональных клубов в Калифорнии, на  Северо-востоке и в одном из Горных штатов, трёх регионах, где регби имеет наибольшую популярность. 22 января 2016 года было объявлено о создании клуба в Сан-Диего, штат Калифорния, который стал третьей по счёту франшизой лиги. Первым официально подтверждённым игроком «Сан-Диего» стал Фил Маккензи, участник чемпионатов мира 2011 и 2015 годов в составе сборной Канады и в прошлом игрок «Лондон Уэлш» и «Сейл Шаркс».
Свой первый матч «Сан-Диего» сыграл 23 апреля 2016 года, на своём поле обыграв «Сакраменто» со счётом 37:24. В июне 2016 года путём голосования болельщиков было выбрано новое название для клуба, отмечающее расположение города на побережье Тихого океана. По результатам первого сезона ПРО Регби «Брейкерс» занял третье место из пяти, пропустив вперёд «Огайо Эвиэйторс» и «Денвер Стэмпед».

## Игроки и тренеры

Вариант логотипа

Состав на сезон 2016 года:
| Хукеры - Майк Сосене-Феагаи - Джо Тауфете’э Пропы - Хьюберт Бёйденс - Джейк Ильницкий - Джеффри Калемани - Мейсон Педерсон - Сэм Таунгакава - Какалиа Пьюл - Брайс Шиллинг Локи - Деррик Бруссард - Иан Карпентер - Дэвид Долинар - Брайан Дойл - Таи Туисамоа | Фланкеры и восьмые - Тим Бартфорд - Никола Бурсич - Сесил Гарбер - Брюс Томас - Сионе Тиухаламака - Крис Турори - Джабари Зубери Скрам-хавы - Том Блисс - Чарли Пёрдон Флай-хавы - Калеи Конрад - Курт Морат | Центры - Бен Леатигага - Фил Маккензи - Райан Матиас - Арнольд Мередит - Эндрю Саниула Винги - Жан-Батист Гобель - Поно Хаицука - Такудзва Нгвенья - Себастьян Шарп - Тим Стэнфилл Фулбэки - Закари Пангелинан - Майк Те’о |
| | | |
| Жирным выделены игроки, вызывавшиеся в национальные сборные | | |

| Тренерский штаб            |             |
| Должность                  | Имя         |
| Главный тренер             | Рэй Иган    |
| Ассистент главного тренера | Мэтт Хокинс |
| Ассистент главного тренера | Роб Хоудли  |

## Результаты
| Сезон | Место | Игры | Победы | Ничьи | Поражения | Очки + | Очки - | Разница | Бонусы | Турнирные очки | Примечания |
| ----- | ----- | ---- | ------ | ----- | --------- | ------ | ------ | ------- | ------ | -------------- | ---------- |
| 2016  | 3-е   | 12   | 4      | 0     | 8         | 335    | 413    | -78     | 9      | 25             |            |

| Лучшие игроки |              |               |                  |
| Сезон         | Капитан      | Попытки       | Очки             |
| 2016          | Фил Маккензи | Майк Те’о (6) | Курт Морат (120) |

| Статистика тренера |        |       |        |           |         |
| Имя                | Матчей | Побед | Ничьих | Поражений | % побед |
| Рэй Иган           | 12     | 4     | 0      | 8         | 33.3    |